# Der rasende Roland

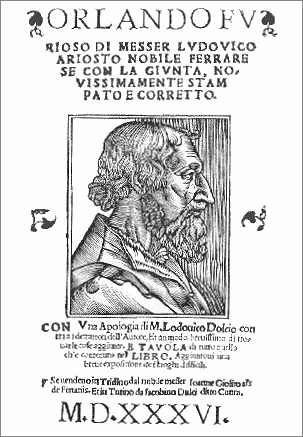
Titelbild einer Ausgabe von 1536

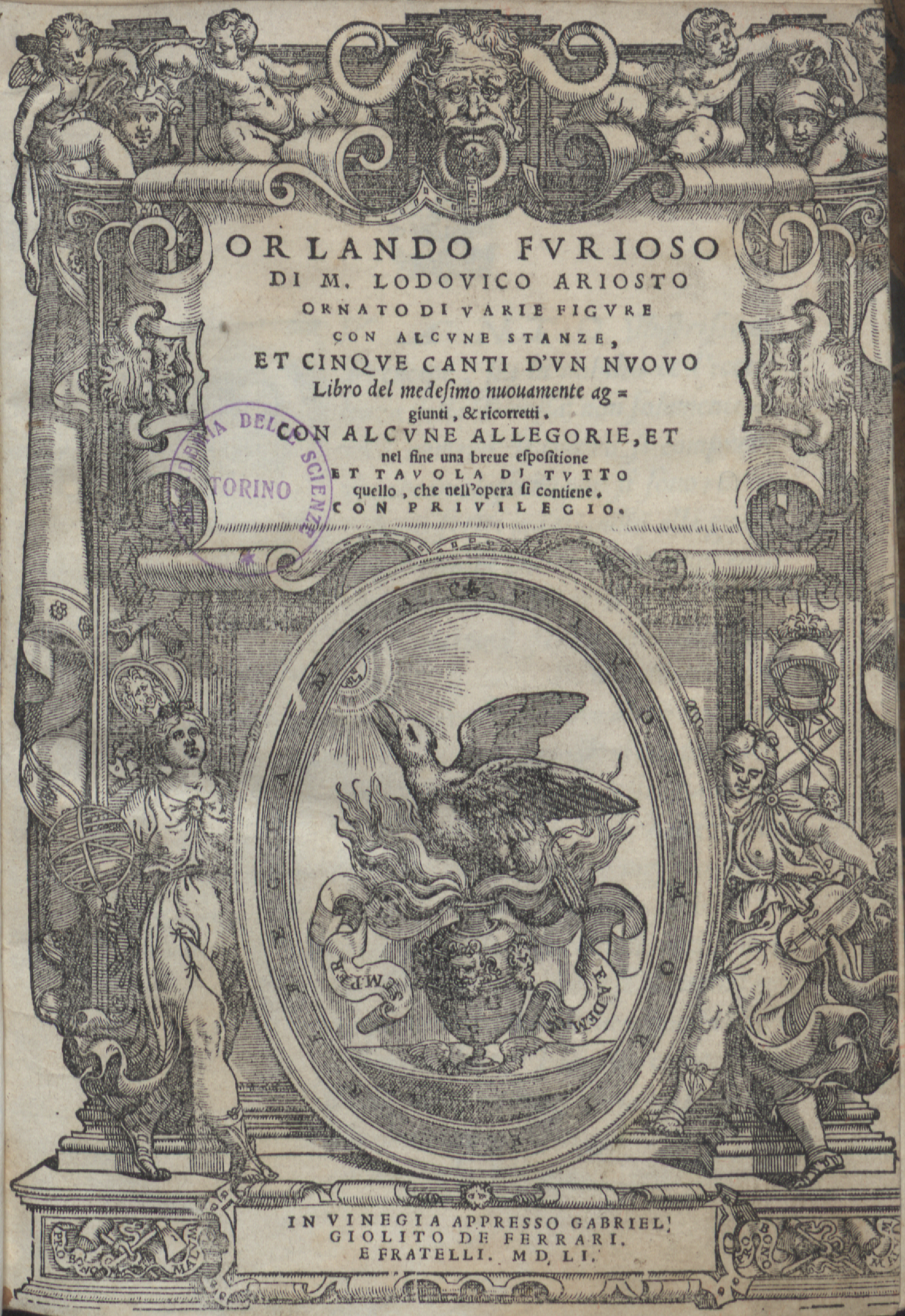
Orlando Furioso, 1551

Der rasende Roland ist der Titel der deutschen Übersetzung des Versepos Orlando furioso von Ludovico Ariosto, das erstmals 1516 in Ferrara im Druck erschienen ist.

## Allgemeines
Ariost arbeitete ab 1505 an seinem Hauptwerk und gab es in einer ersten Fassung 1516 heraus; zwei weitere, jeweils überarbeitete Fassungen folgten 1521 und 1532. Das Epos bestand zunächst aus 40, in der letzten Fassung dann aus 46 Gesängen mit insgesamt 4822 Stanzen bzw. 38 576 Versen.
Beim Rasenden Roland handelt es sich eigentlich um eine Fortsetzung des unvollendet gebliebenen Verliebten Roland (italienisch Orlando innamorato) von Matteo Maria Boiardo aus dem Jahr 1494. Die Handlung der beiden Epen ist komplex: Hintergrund sind die Kriege Karls des Großen gegen die Sarazenen, wie sie ihren Niederschlag im altfranzösischen Rolandslied und verwandten Sagen gefunden haben. Es treten verschiedene christliche und heidnische Könige und Ritter auf, schöne, teilweise auch kämpfende Damen, Zauberer und Zauberinnen und Fabeltiere. Zahlreiche Handlungsstränge durchziehen den Verliebten und den Rasenden Roland.

## Handlung
Die Hauptfigur Roland – Vorbild ist der fränkische Markgraf Hruotland – wird als Neffe Karls des Großen ausgegeben. Als die ebenso schöne wie zauberkräftige Angelika, eine chinesische Prinzessin, an den Hof Kaiser Karls kommt, verlieben sich die meisten Ritter auf der Stelle in sie. Roland verliert wegen seiner Liebe sogar den Verstand. Der britische Prinz Astolfo unternimmt auf seinem Hippogryphen eine Reise zum Mond, wo sich alle Gegenstände befinden, die auf der Erde verlorengegangen sind. Dort findet er Rolands Verstand in einer Flasche und bringt ihn zu seinem Besitzer zurück.
Dies ist nur einer von drei Haupt-Handlungssträngen. Daneben und zwischendurch geht es immer wieder um den Krieg zwischen Karl dem Großen und dem Sarazenen Agramante sowie um die Genealogie der Adelsfamilie Este. Ariost, der in Diensten der Este stand (er widmete das Werk dem Kardinal Ippolito I. d’Este), dichtete ihnen einen Stammbaum an, der auf wichtigen Figuren des Epos basiert und bis auf den mythischen Hektor von Troja zurückgeht.

## Rezeption
Ariosts Dichtung hatte großen Einfluss auf die italienische Literatur, auf das französische Theater und auf William Shakespeare, etwa in Der Widerspenstigen Zähmung. Das in Mexico abgefasste und in Madrid 1624 gedruckte Epos El Bernardo des Bernardo de Balbuena, das als das Meisterwerk der hispanischen Barockepik gilt, ist von Ariosto beeinflusst.
Das Versepos lieferte auch die Vorlage für mehrere musikdramatische Werke, darunter Roland (1685) von Jean-Baptiste Lully, Orlando generoso (1691) von Agostino Steffani, Orlando finto pazzo (1714), Orlando furioso (1714) und Orlando (1727) von Antonio Vivaldi, Il Ruggiero von Johann Adolph Hasse, Orlando (1732), Ariodante und Alcina (beide 1735) von Georg Friedrich Händel sowie Orlando paladino (1782) von Joseph Haydn. Eine neuere Adaption des Stoffes ist die Familienoper Der Gesang der Zauberinsel oder Wie der Rasende Roland wieder zu Verstand kam des Berliner Komponisten Marius Felix Lange, die bei den Salzburger Festspielen 2019 uraufgeführt wurde.
1762 erschien das von Giambattista Marchitelli verfasste Poem La coronazione di Medoro und 1828 die den Zyklus abschließende Fortsetzung Medoro Coronato von Gaetano Palombi.

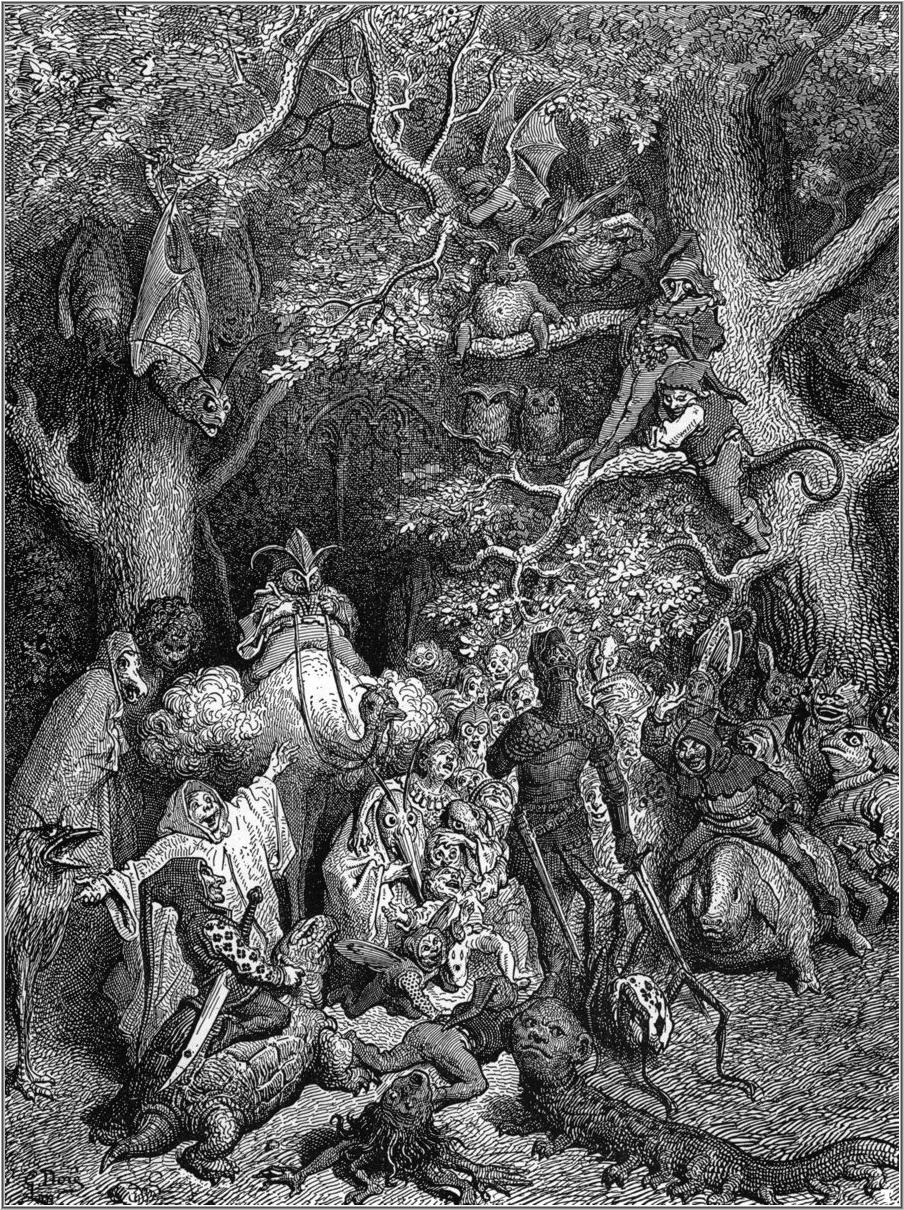
Der rasende Roland (Illustration von Gustave Doré)

Im deutschen Sprachraum wurde das Werk weniger rezipiert. Zwar äußerten viele Personen ihre Bewunderung für den Orlando furioso, darunter Wieland, Goethe, Friedrich Schlegel, Schelling, Hegel, Jacob Burckhardt, Gottfried Keller, Ernst Jünger und Karl May, Übersetzungen blieben aber zunächst Mangelware. Eine erste (Teil-)Übersetzung ins Deutsche von Diederich von dem Werder erschien genau ein Jahrhundert nach dem Original (1632–36); die letzte stammt von Alfons Kissner aus dem Jahr 1908 (revidiert 1922). Als beste gilt die gereimte Nachdichtung von Johann Diederich Gries von 1808 (revidierte Fassung 1827/28).
Als Reverenz an den italienischen Meister veröffentlichte Josef Viktor Widmann die Erstausgabe seines Ritter-Versepos in zwölf Gesängen bzw. 573 Stanzen Kalospinthechromokrene oder der Wunderbrunnen von Is (1871) unter dem Pseudonym „Messer Lodovico Ariosto Helvetico“.
2002 erschien eine romanförmige freie Nacherzählung des Rasenden Rolands von Thomas R. P. Mielke und 2004 die deutsche Übersetzung einer von Italo Calvino 1970 ursprünglich für den italienischen Rundfunk verfassten knappen Nacherzählung nebst einer Auswahl längerer Passagen des Originals (in der deutschen Fassung in der geringfügig überarbeiteten Nachdichtung von Gries).

## Ausgaben
(chronologisch, mit externen Links zu Digitalisaten im Internet Archive bzw. bei Google Books)
- Teil-Nachdichtung von Diederich von dem Werder:
  - Die Historia Vom Rasenden Roland, Wie solche von dem hochberühmbten Poeten Lodovico Ariosto in Welscher Sprache, sampt vielen und unzehlich schönen Geschichten, stattlich beschrieben, in Teutsche Poesi ubergesezt, 1634 (1.–30. Gesang)
  - Ludovico Ariosto: Die Historia vom rasenden Roland. Übersetzt von Diederich von dem Werder. Herausgegeben und kommentiert von Achim Aurnhammer und Dieter Martin. 4 Bde. Hiersemann, Stuttgart 2002, ISBN 3-7772-0216-9 u. a.
- Teil-Nachdichtung von Friedrich August Clemens Werthes:
  - Versuch einer Uebersetzung des Orlando Furioso. Mit einem Vorbericht des Herausgebers Christoph Martin Wieland. In: Der teutsche Merkur, Des Sechsten Bandes Drittes Stück, Junius 1774, III, S. 288–320 (1. Gesang)
  - L. Ariosts rasender Roland aus dem Italiänischen übersezt, 1778 (1.–8. Gesang, ohne Übersetzerangabe) = Ariosts wüthender Roland, 1793 (1.–8. Gesang)
- Vollständige Prosaübersetzung von Wilhelm Heinse:
  - Roland der Wüthende ein Heldengedicht von Ludwig Ariost dem Göttlichen, 1783 (Nachricht von dem Leben Ariosts und seinen Gedichten sowie 1.–10. Gesang; Zweiter Teil = 11.–22. Gesang; Dritter Teil = 23.–34. Gesang; Vierter und letzter Teil = 35.–46. Gesang)
- Teil-Nachdichtung von August Wilhelm Schlegel:
  - Der rasende Roland. Eilfter Gesang, nebst Angabe des Zusammenhanges und Nachschrift des Uebersetzers an Ludwig Tieck. In: Athenaeum Bd. 2 (1799), III, S. 247–284
- Vollständige Nachdichtung von Karl Streckfuß:
  - Ariost’s Rasender Roland, 1818/19 (1. Band = 1.–8. Gesang; 2. Band = 9.–16. Gesang; 3. Band = 17.–26. Gesang; 4. Band = 27.–37. Gesang; 5. Band = 38.–46. Gesang nebst Widmungsgedicht An die Freunde)
  - Ariosto’s Rasender Roland. Zweite umgearbeitete Ausgabe letzter Hand 1839 (1.–46. Gesang sowie Ariosto’s Leben (Sp. 15–28), Ariosto’s fünf Gesänge. Anhang zum Rasenden Roland (Sp. 735–836) und Leitfaden (= Index, Sp. 837–854))
- Vollständige Nachdichtung von Johann Diederich Gries:
  - Lodovico Ariosto’s Rasender Roland, 1804–1808 (Erster Theil = 1.–13. Gesang; Zweiter Theil = 14.–23. Gesang; Dritter Theil = 24.–35. Gesang; Vierter und letzter Theil = 36.–46. Gesang)
  - Ausgabe von 1812 (Erster Theil = 1.–13. Gesang; Zweyter Theil = 14.–23. Gesang;Dritter Theil = 24.–35. Gesang; Vierter Theil = 36.–46. Gesang)
  - Lodovico Ariosto’s Rasender Roland. Zweite rechtmäßige Auflage. Neue Bearbeitung, 1827 (Erster Theil = 1.–11. Gesang; Zweiter Theil = 12.–19. Gesang; Dritter Theil = 20.–28. Gesang; Vierter Theil = 29.–38. Gesang; Fünfter Theil = 39.–46. Gesang)
  - Ariost: Der rasende Roland. Mit Illustrationen von Gustave Doré. Band I: Gesänge 1–25; Band II: Gesänge 26–46 (Dünndruck-Ausgabe). Winkler, München 1980, ISBN 3-538-05314-6; dtv, München 1987, ISBN 3-423-05918-4
- Vollständige Nachdichtung von Hermann Kurz:
  - Ariosts rasender Roland, 1841 (1. Bändchen = 1.–17. Gesang; 2. Bändchen = 18.–31. Gesang; 3. Bändchen = 32.–46. Gesang)
- Vollständige Nachdichtung von Otto Gildemeister:
  - Ariosts rasender Roland, 1882 (1. Band = 1.–14. Gesang, nebst Einleitung bzw. Zusammenfassung der Vorgeschichte; 2. Band = 15.–24. Gesang; 3. Band = 25.–35. Gesang; 4. Band = 36.–46. Gesang)
- Vollständige Nachdichtung von Alfons Kissner:
  - Ludovico Ariosto: Der rasende Roland, 1922 (1. Band = 1.–23. Gesang nebst Vorbemerkung, Einleitung, Geschlechtstafeln, Inhalt der einzelnen Gesänge und Anmerkungen; 2. Band = 24.–46. Gesang nebst Inhalt der einzelnen Gesänge, Anmerkungen und alphabetischem Register)
- Gekürzte Prosaübersetzung von Theodor Ling:
  - Ludwig Ariosto: Der rasende Roland. Ein Sagenkranz aus der Zeit Karls des Großen. Nübling, Ulm 1910

## Hörbuch
- Ludovico Ariosto: Der rasende Roland (Originaltitel: Orlando furioso), übersetzt von Johann Diederich Gries.  Vorgelesen von Hans Jochim Schmidt (5 CDs MP3, 2318 Minuten). Vorleser-Schmidt-Hörbuchverlag, Papenburg 2015, ISBN 978-3-945723-03-6.

## Literarische Bearbeitungen
- Ludwig Heinrich von Nicolay: Alcinens Insel, 1778; erschienen in: Vermischte Gedichte und prosaische Schriften von Herrn Ludwig Heinrich von Nicolay, Bd. 4. Friedrich Nicolai, Berlin und Stettin 1792, S. 45–110 (Digitalisat bei Google Books).
- Karl Timlich: Roland. Ein Gedicht nach Ariost, aus den alten Ritterzeiten, von Kaiser Karl’s Tafelrunde, in vier Gesængen. Tendlersche Buchhandlung, Wien 1819 (Digitalisat bei Google Books).
- Italo Calvino: Ludovico Ariosts rasender Roland, nacherzählt von Italo Calvino. Mit ausgewählten Passagen des Originals in der Verdeutschung von Johann Diederich Gries. Übersetzt, eingerichtet und kommentiert von Burkhart Kroeber. Mit 63 Zeichnungen von Johannes Grützke, Die Andere Bibliothek, Band 232, Eichborn, Frankfurt am Main 2004, ISBN 3-8218-4545-7.
- Thomas R. P. Mielke: Orlando furioso als Roman nacherzählt, Rütten & Loening, Berlin 2002, ISBN 3-352-00588-5; Aufbau Taschenbuch, Berlin 2004, ISBN 978-3-7466-2062-6; Emons Verlag, Köln 2016, ISBN 978-3-95451-774-9

## Hörspieladaption
- Orlando Furioso. Hörspiel in fünf Teilen. Übertragung und Bearbeitung: Margareth Obexer, Kompositionen, Lieder und sinfonische Musik: Detlef Glanert, Funkeinrichtung und Regie: Leonhard Koppelmann. Mit Friedhelm Ptok, Jens Wawrczeck, Günther Koch, Ulrich Noethen u. a. sowie dem Figuralchor Köln, Yosemeh Adjai (Countertenor), Axel Wolf (Gitarre) und dem WDR Rundfunkorchester Köln, Leitung: Helmuth Froschauer. Produktion: WDR 2004[1]